# Lễ khai mạc giải vô địch bóng đá thế giới 2022
Lễ khai mạc Giải vô địch bóng đá thế giới 2022 diễn ra vào chủ nhật, ngày 20 tháng 11 năm 2022 tại Sân vận động Al Bayt ở Al Khor, trước trận khai mạc giải đấu giữa chủ nhà Qatar và Ecuador.

## Quan chức tham dự
Một số chính trị gia và quan chức nước ngoài đã tham dự lễ khai mạc, trong đó có 17 nguyên thủ quốc gia, người đứng đầu chính phủ và các tổ chức quốc tế.
- Tổng thống Algérie – Abdelmadjid Tebboune
- Thái tử Bahrain – Salman bin Hamad al Khalifa
- Tổng thống Djibouti – Ismail Omar Guelleh
- Phó Tổng thống Ecuador – Alfredo Borrero
- Tổng thống Ai Cập – Abdel Fattah el-Sisi
- Phó Chủ tịch Ủy ban Châu Âu – Margaritis Schinas[5]
- Chủ tịch FIFA – Gianni Infantino và toàn thể thành viên Hội đồng FIFA
- Thái tử Ả Rập Xê Út – Mohammed bin Salman
- Phó Tổng thống Ấn Độ – Jagdeep Dhankhar
- Bộ trưởng Thể thao Iran – Hamid Sajjadi
- Chủ tịch Ủy ban Olympic quốc tế – Thomas Bach
- Vua Jordan – Abdullah II và Hussein bin Abdullah
- Nguyên Tổng thống Kosovo – Atifete Jahjaga
- Thái tử Kuwait – Mishal Al-Ahmad Al-Jaber Al-Sabah
- Thủ tướng Liban – Najib Mikati
- Tổng thống Nhà nước Palestine – Mahmoud Abbas
- Tổng thống Liberia – George Weah
- Bộ trưởng Thể thao Oman – Sayyid Theyazin bin Haitham Al Said
- Tiểu vương Qatar – Tamim bin Hamad Al Thani, Cựu Tiểu vương Qatar – Hamad bin Khalifa al-Thani và các thành viên Hoàng gia Qatar
- Tổng Thư ký Liên Hợp Quốc – António Guterres
- Bộ trưởng thứ nhất Wales – Mark Drakeford
- Tổng giám đốc WHO – Tedros Adhanom Ghebreyesus
- Trợ lý Tổng thống Nga – Igor Levitin
- Tổng thống Rwanda – Paul Kagame
- Tổng thống Sénégal – Macky Sall
- Vua và Hoàng hậu của bộ tộc Zulu ở Nam Phi – Misuzulu kaZwelithini và Ntokozo Mayisela-Zulu[6]
- Tổng thống Thổ Nhĩ Kỳ – Recep Tayyip Erdoğan
- Thủ tướng Các tiểu Vương quốc Ả Rập Thống nhất – Mohammed bin Rashid Al Maktoum
- Cựu Thứ trưởng Ngoại giao Hoa Kỳ – Keith Krach
- Phó tổng thống Venezuela – Delcy Rodriguez
- Thủ tướng Libya – Fathi Bashagha